# Hipótesis interdimensional
La hipótesis interdimensional (HID, en inglés IDH o IH) es una idea pseudocientífica postulada por ufólogos como Jacques Vallée que dice que los objetos voladores no identificados (ovnis) y acontecimientos relacionados implican visitas desde otras "realidades" o "dimensiones" distintas a las que percibimos. Es una alternativa a la hipótesis extraterrestre (HET, en inglés: ETH).
La HID también sostiene que los ovnis son una manifestación moderna de un fenómeno que ha ocurrido a lo largo de la historia humana registrada, que en épocas anteriores se atribuyó a criaturas mitológicas o sobrenaturales.
Aunque la HET ha seguido siendo la explicación predominante de los ovnis por parte de los ufólogos, algunos de ellos la han abandonado en favor de la HID. El investigador paranormal Brad Steiger escribió que "estamos tratando con un fenómeno parafísico multidimensional que es en gran parte originario del planeta Tierra". Otros ufólogos, como John Ankerberg y John Weldon, abogan por la HID porque la explicación de los ovnis encajaría como fenómeno espiritista. Al comentar la disparidad existente entre la HED y los reportes que la gente ha hecho de los encuentros ovni, Ankerberg y Weldon escribieron que "el fenómeno ovni simplemente no se comporta como visitantes extraterrestres". En el libro UFOs: Operation Trojan Horse publicado en 1970, John Keel vinculó los ovnis a conceptos sobrenaturales tales como fantasmas y demonios.
El desarrollo de la HID como una alternativa a la HED se incrementó en los años 1970 y 1980 con la publicación de libros de Vallée y J. Allen Hynek. En 1975, Vallée y Hynek abogaron por la hipótesis en The Edge of Reality: A Progress Report on Unidentified Flying Objects y, además, en el libro de 1979 de Vallée Messengers of Deception: UFO Contacts and Cults.
Algunos defensores de los ovnis aceptaron la HID porque la distancia entre las estrellas hace que el viaje interestelar no sea práctico usando medios convencionales y dado que nadie había demostrado una antigravedad o una hipótesis de viaje más rápido que la luz a la hora de poder explicar las máquinas extraterrestres. Con la HID, no es necesario explicar ningún método de propulsión porque esta sostiene que los ovnis no son naves espaciales, sino dispositivos que viajan entre diferentes realidades.
Una supuesta ventaja de la HID sería su capacidad de explicar la aparente habilidad de los ovnis de aparecer y desaparecer de la vista y el radar; esto se entendería como el ovni entrando y saliendo de nuestra dimensión ("materializándose" y "desmaterializándose"). Por otra parte, Evans sostiene que si la otra dimensión es ligeramente más avanzada que la nuestra, o es nuestro propio futuro, esto explicaría la tendencia de los ovnis a representar tecnologías cercanas al futuro (dirigibles en la década de 1890, cohetes y viajes supersónicos en la década de 1940, etc.).
La HID ha sido un factor causal en el establecimiento de la religión ovni.